# Burnsville (Alabama)
Burnsville, también conocido como Byrnville, es una comunidad no incorporada en el condado de Dallas, Alabama, Estados Unidos.

## Historia
Burnsville recibió su nombre de James H. Burns, quien se estableció en el área en 1838. Una oficina de correos funcionó con el nombre de Burnsville desde 1841 hasta 1956.
En la comunidad se encuentra la Iglesia Bautista Everdale que está incluida en el Registro de Monumentos y Patrimonio de Alabama.